# Морето (Удине)
Морето је насеље у Италији у округу Удине, региону Фурланија-Јулијска крајина.
Према процени из 2011. у насељу је живело 47 становника. Насеље се налази на надморској висини од 78 м.